# キュミエール＝ル＝モールトム
キュミエール＝ル＝モールトム （Cumières-le-Mort-Homme）は、フランス、グラン・テスト地域圏、ムーズ県のコミューン。
第一次世界大戦によって住民がいなくなった、『フランスに命を捧げた』（mortes pour la France）9つのコミューンのうちの1つである。

## 歴史
1285年、トルヴェールのジャック・ブレテルは、シニー伯の依頼でショーヴァンシー・ル・シャトーの祭りが行われた話に何回か言及している。有名なショーヴァンシーの馬上槍試合の間、ヌヴィル、オルヌ、クルーエ、ロジエールとブリエと一緒にコラール（Colart）またはキュミエールのコラール（Collard de Cumières）がいたことが記されている。
ジャン・ル・クレールを含むクロード・ル・クレールの相続人たちは、1598年6月30日にキュミエールの領主権が与えられたことを確認した。
1916年2月21日、雷のように轟く大砲がヴェルダンの戦いの始まりを知らせた。ヴェルダン地区に入っていたため、1916年5月29日にフランス軍はキュミエールを失い、1917年8月20日に奪還した。だがフランス軍とドイツ軍双方からの容赦ない砲撃の下で、キュミエールは完全に消滅してしまっていた。
『第一次世界大戦で破壊されたフランスの村』（fr）の1つであるキュミエールは、二度と再建されなかった。終戦後に『フランスに命を捧げたコミューン』（fr）であると宣言され、この地で起こった出来事の記憶をとどめるためコミューンを維持し続けることになった。コミューンは現在、ムーズ県知事によって任命された3名の理事で構成される理事会が行政を行っている。

## 史跡

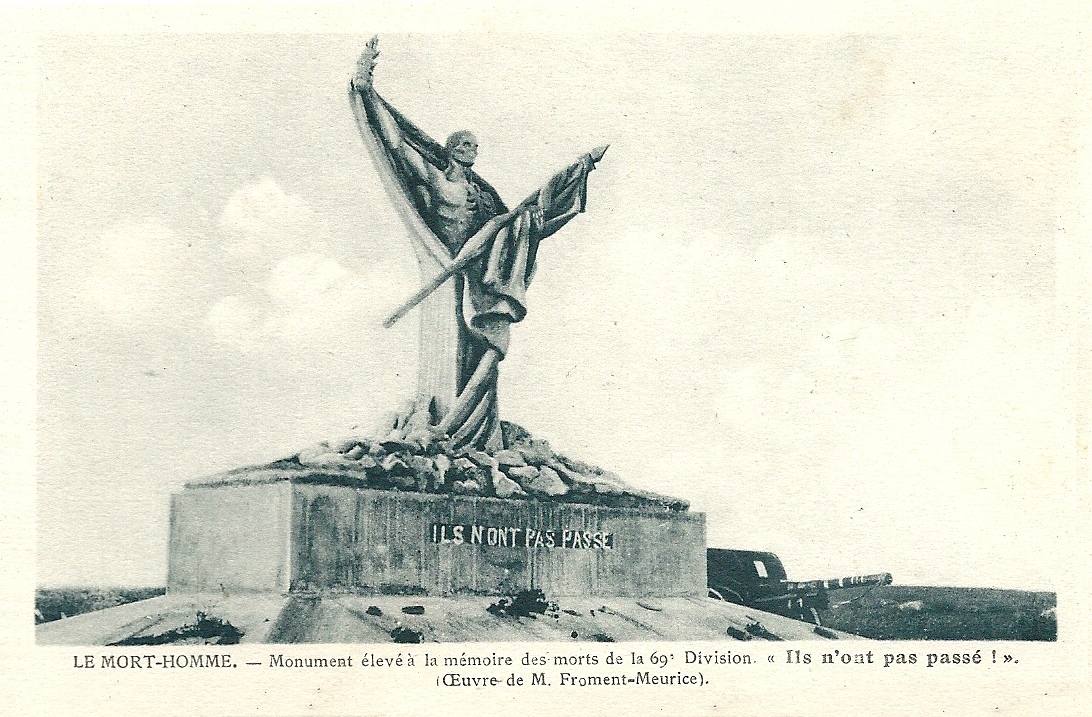
第69歩兵師団兵士の記念碑

モールトムと呼ばれる場所には、第69歩兵師団の記念碑がある。これを建立したのは第69歩兵師団の退役兵である。彫刻家ジャック・フロマン・ムリスが、経帷子から姿をのぞかせる骸骨像を制作した。二本足で立つ兵士の骸骨は勝利の叫びをあげている。像は腕に旗を巻いているが、これは自らが国のために犠牲になったことを表している。そしてもう一方の腕で勝利の松明を掲げている。記念碑の基礎部分には、フランス兵の勝利を想起させる『彼らは通さなかった』（Ils n'ont pas passé）との碑文が刻まれている。

## 人口統計
| 1911年 | 1921年 | 1962年 | 1968年 | 1975年 | 1982年 | 1990年 | 1999年 | 2008年 | 2013年 |
| ------ | ------ | ------ | ------ | ------ | ------ | ------ | ------ | ------ | ------ |
| 205    | 3      | 3      | 7      | 4      | 3      | 1      | 0      | 0      | 0      |

参照元:1962年から1999年までは複数コミューンに住所登録をする者の重複分を除いたもの。それ以降は当該コミューンの人口統計によるもの。1999年までEHESS/Cassini、2004年以降INSEE。